# Шамхорская битва (1195)
Шамхорская битва (груз. შამქორის ბრძოლა) — сражение 1 июня 1195 года между войском Грузии и атабека Абу Бекра под городом Шамхор.

## Причины
Раздражённые беспрестанными набегами грузинских отрядов, сельджуки решили организовать поход, чтобы сломить возросшую мощь Грузии. Они обратились за помощью к багдадскому халифу Багдада Ан-Насиру, чтобы общими усилиями усмирить поднявшее голову христианское государство. Халиф Багдада, будучи духовным главой мусульман, считал своей священной обязанностью выступить в защиту мусульман, притесняемых христианами, и охотно поддержал предложение наказать Грузию. Ан-Насир оплатил подготовку похода и вручил войску правоверных свое знамя.

## Подготовка похода против Грузии
Материальная помощь со стороны Ан-Насира и его обращение к религиозным чувствам мусульман позволили Абу Бекру собрать многочисленное войско. Сосредоточение этого войска производилось в глубокой тайне, и грузины узнали о грозящем нападении, только когда враг стоял уже в Азербайджане.
Абу Бекр решил сначала наказать ширваншаха Ахситана, который, будучи вассалом Грузии, постоянно участвовал в дворцовых интригах, затеваемых против атабега его придворными и родичами. Абу Бекр изгнал Ахситана из Ширвана. Ахситан обратился к своей покровительнице, царице Тамаре, с просьбой заступиться за него. Тамара обнадёжила своего союзника и велела быстро собрать войско. В течение 10 дней войско готовилось к походу и под водительством второго мужа Тамары Давида Сослана выступило навстречу врагу.

## Итог
Сельджукское войско потерпело жестокое поражение, а Гянджа и Шамхор сдались победителям.

## Значение
Шамхорская битва выявила военное превосходство войск Грузии на Кавказе.
Сопротивление турецких захватчиков ослабело и инициатива перешла к войскам Грузии. Постепенно царице Тамаре были подчинены армянские области Араратской долины и Гегаркуник (западный берег озера Севан), а также земли в верховьях реки Чорох.
Некоторые сельджукские правители стали искать примирения с царицей Грузии, объявили себя её вассалами и обязались платить ей ежегодную дань.